# Người Litva
Người Litva (tiếng Litva: lietuviai, số ít lietuvis/lietuvė) là một dân tộc Balt, bản địa Litva, với dân số khoảng 2.561.300 người tại đây. Khoảng một triệu người Litva khác đang sinh sống ở nước ngoài, chủ yếu tại Hoa Kỳ, Argentina, Brasil, Canada, Nga, Anh Quốc và Ireland. Ngôn ngữ của họ là tiếng Litva, một trong hai ngôn ngữ còn tồn tại của nhóm ngôn ngữ gốc Balt. Theo thống kê thực hiện 2001, 83,45% dân số Litva khai nhận rằng mình là người Litva, 6,74% là người Ba Lan, 6,31% là người Nga, 1,23% là người Belarus, và 2,27% thuộc các dân tộc khác. Đa số người Litva theo Giáo hội Công giáo La Mã, còn những người Lietuvininkai sống ở miền bắc Đông Phổ từ trước Thế Chiến II, chủ yếu theo Giáo hội Kháng cách Luther.